# Carl Meinhof
Carl Friedrich Michael Meinhof (23 de julio de 1857 - 11 de febrero de 1944) fue un lingüista alemán y uno de los primeros en estudiar las lenguas africanas.
Meinhof nació en Barzwitz cerca de Rügenwalde en la provincia de Pomerania. Estudió en la Universidad de Tübingen y en la Universidad de Greifswald. En 1905 fue nombrado profesor en la Escuela de Estudios Orientales de Berlín. El 5 de mayo de 1933 se convirtió en miembro del Partido Nazi.
Su trabajo más notable fue el desarrollo de estudios comparativos de la gramática de las lenguas bantúes, a partir del trabajo pionero de Wilhelm Bleek. En su trabajo, Meinhof miró al común de lenguas bantúes como el suajili y el zulú para determinar similitudes y diferencias. Entre los lingüistas que se formaron con Meinhof destaca el africanista Diedrich Westermann, que anticipó en gran parte la moderna clasificación estándar de las lenguas africanas propuesta originalmente por Joseph Greenberg.
En 1902, Meinhof hizo grabaciones de música de África Oriental. Estas son algunas de las primeras grabaciones hechas de música africana tradicional.

## Vistas polémicas
En 1912, Carl Meinhof publicó Die Sprachen Der Hamiten (Las lenguas de los hamitas). Él usó el término Hamitia. El sistema de clasificación de Meinhof de las Lenguas camito-semíticas se basaba en la creencia de que "los hablantes de Hamitic se volvieron en gran parte colindantes con los pueblos pastores con orígenes esencialmente caucásicos, intrínsecamente diferentes y superiores a los 'Negros de África'". Sin embargo, en el caso de las llamadas lenguas Nilo-Hamíticas (un concepto que él introdujo), se basó en la característica tipológica del género y una "teoría falaz de la mezcla del lenguaje ". Meinhof hizo esto a pesar del trabajo anterior de eruditos como Karl Richard Lepsius y Harry Johnston demostrando que las lenguas que más tarde llamaría "Nilo-Hamitic" eran de hecho lenguas nilóticas con numerosas similitudes en el vocabulario con otras lenguas nilóticas.